# Lilla Skärsjön (Tönnersjö socken, Halland)
Lilla Skärsjön är en sjö i Halmstads kommun i Halland och ingår i Genevadsåns huvudavrinningsområde. Sjön är 2 meter djup, har en yta på 0,05 kvadratkilometer och är belägen 60 meter över havet.